# Plusiodonta auripicta
Plusiodonta auripicta är en fjärilsart som beskrevs av Moore 1882. Plusiodonta auripicta ingår i släktet Plusiodonta och familjen nattflyn. Inga underarter finns listade i Catalogue of Life.